# Tyresö FF

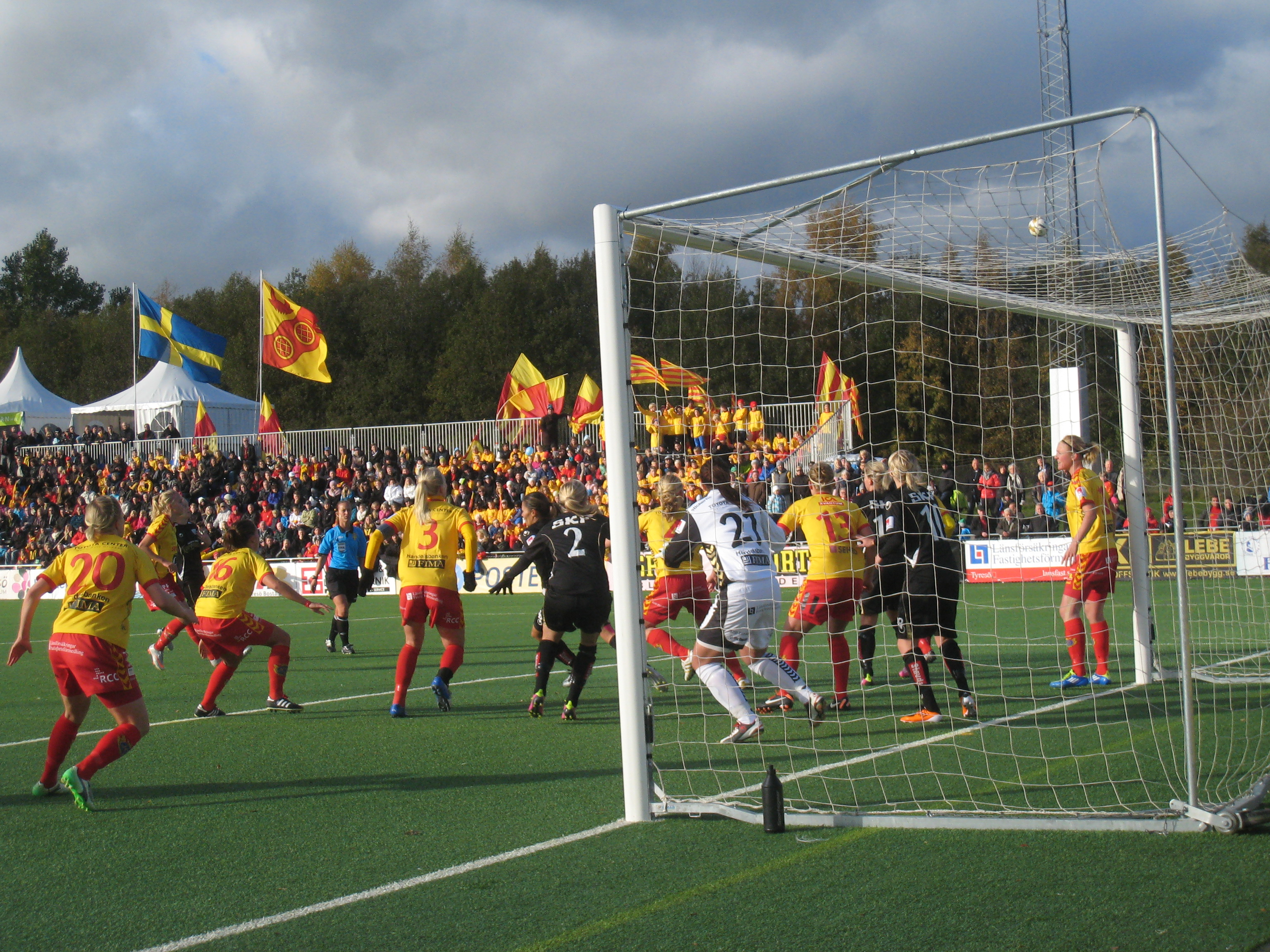
Tyresö FF:s i sista match i Damallsvenskan 2011, hemma mot Kopparbergs/Göteborg.

Tyresö FF är en fotbollsklubb i Tyresö kommun i Sverige som bildades 1971. Tyresös damlag blev svenska mästare säsongen 2012 och nådde finalspel i Uefa Women's Champions League 2013/2014.  I juni 2014 försattes damlaget Tyresö FF i konkurs. Herrlaget spelade i division 2 säsongen 2019.

## Historik
Föreningen bildades 1971. Tyresö FF damer kvalificerade sig inför säsongen 2010 till Damallsvenskan, där de även spelade säsongerna 1993–1996 och 1999. Säsongen 2011 slutade Tyresö FF på fjärde plats i 2011, och 2012 blev man svenska mästare, för att året därpå sluta tvåa. Laget spelade även final i svenska cupen för damer, 2011. I finalen förlorade Tyresö mot Kopparbergs/Göteborg FC. Damernas A-lag spelade 2015–2016 i Division 2 Östra Svealand, och från och med 2017 spelar laget i Division 1 Södra Svealand, damer. Klubben kommer från och med säsongen 2021 att tränas av Robin Carlén. Han ersätter Victoria Sandell.
Herrarna spelade i Sveriges näst högsta division 1985 och 1990, men föll ur serien båda gångerna. Herrlaget spelade sedan 2008 i Division 3, där man säsongen 2013 slutade på femte plats. 2016 spelade man i Division 4, 2018 spelade herrarna i division 3 som de vann som nykomlingar och 2019 spelade de i division 2. Laget tränas sedan 2020 av Jeppe Mauritzson. 

### 2014
I början av 2014 kom det fram att Tyresö hade ekonomiska problem och den 6 mars ansökte bolaget bakom klubben om företagsrekonstruktion. Den 20 mars rapporterades att Tyresö Fotboll AB försatts i konkurs av Nacka tingsrätt, efter att Skatteverket som största fordringsägare sagt nej till den föreslagna rekonstruktionen. Kort därefter meddelades dock att Skatteverket ändrat inställning, och att rekonstruktionen kunde fortgå.
Den 28 april meddelade Svenska Fotbollförbundet att Tyresö på ekonomiska grunder inte beviljas elitlicens för kommande säsong. Detta innebar att laget skulle komma att tvångsnedflyttas oavsett sportsliga resultat. Beskedet kom dagen efter att Tyresö FF nått finalen i Champions League genom att besegra Birmingham. I finalen, som spelade i Lissabon, förlorade man med 3-4 mot tyska Wolfsburg.
Den 23 juni 2014 meddelades att Tyresö Fotboll AB försatts i konkurs av Nacka tingsrätt. Då hade föreningen redan två veckor tidigare beslutat att dra sig ur Damallsvenskan på grund av spelarbrist, med följd att resultaten från alla lagets matcher under innevarande säsong ogiltigförklarades.

## 2021
Säsongen 2021 spelar Herrlaget i Division 2 Södra Svealand och Damlaget i Division 1 Södra Svealand. 
| Nummer      | Spelare                   | Födelseår |
| MÅLVAKTER   | MÅLVAKTER                 | MÅLVAKTER |
| ----------- | ------------------------- | --------- |
| 1           | Simon Gudmundsson         | 1999      |
| 38          | Isak Holmberg             | 2003      |
| FÖRSVARARE  |                           |           |
| 2           | Yasin Zian Nyhuus         | 2002      |
| 3           | Alexander Nyström         | 2001      |
| 7           | Anton Fornstedt           | 2001      |
| 10          | Leo Lannerborn            | 2001      |
| 11          | Denis Milovanovic         | 2001      |
| 14          | Samuel Uddenberg Edgren   | 2001      |
| 16          | Gustav Möller Guimaraes   | 2003      |
| 17          | Hampus Eriksson           | 2001      |
| 45          | Filip Nieminen Eriksson   | 2001      |
| MITTFÄLTARE |                           |           |
| 4           | Omar Laamarani            | 2001      |
| 6           | Benjamin Laturnus         | 2003      |
| 8           | Alfredo Martiatu Nordeman | 2001      |
| 12          | Oliver Frost Jovanovic    | 2001      |
| 13          | Stefan Veselinovic        | 2000      |
| 15          | Maill Lundgren            | 2001      |
| 18          | Ousman Njie               | 2001      |
| 20          | Benjamin Bezudde          | 2000      |
| 21          | Leo Malmgren Mofalk       | 2001      |
| 88          | Ruben Lindström (K)       | 2001      |
| ANFALLARE   |                           |           |
| 9           | Lamin Touray              | 1999      |
| 19          | Ali Khan                  | 2001      |
| 32          | Benjamin D'Amore          | 2001      |
| 99          | Badawi Mohamed            | 1999      |

| Jeppe Mauritzson   | Huvudtränare         |
| Anders Blomqvist   | Assisterande tränare |
| Kristoffer Larsson | Målvaktstränare      |
| Kenneth Johansson  | Lagledare            |
| Rolf Solem         | Materialförvaltare   |
| Simon Brolund      | Naprapat             |
| Åsa Lönnqvist      | Fysioterapeut        |

| Målvakter   | Målvakter             | Målvakter |
| Nummer      | Spelare               | Födelseår |
| ----------- | --------------------- | --------- |
| 1           | Karolina Sundberg     | 1998      |
| 77          | Jennifer Bakai        | 1998      |
| FÖRSVARARE  |                       |           |
|             | Clara Andersson       | 2003      |
| 3           | Josefine Lindberg     | 1995      |
| 4           | Lina Bogg             | 2002      |
| 5           | Moa Nilson Barkenheim | 1999      |
| 10          | Frida Thilén (K)      | 1989      |
| 19          | Ella Bergström        | 2005      |
| MITTFÄLTARE |                       |           |
| 2           | Ida Bengtsson         | 2000      |
| 6           | Elsa Bromé            | 2004      |
| 7           | Filippa Pettersson    | 1999      |
| 12          | Alva Lodén            | 2001      |
| 14          | Sara Frigren          | 2005      |
| 15          | Lina Malmborg         | 1998      |
| ANFALLARE   |                       |           |
| 8           | Ida Ahlbom            | 1999      |
| 9           | Emelie Nygren         | 1999      |
| 11          | Klara Grahn           | 1996      |
| 17          | Sofie Andersson       | 1998      |
| 18          | Elsa Bengtsson        | 2005      |
| 20          | Leila Baiche          | 1998      |
| 23          | Jennifer Egelryd      | 1990      |

| Robin Carlén    | Huvudtränare       |
| Lovisa Frigrén  | Tränare            |
| Mikael Svensson | Målvaktstränare    |
| Anton Solem     | Koordinator        |
| Rolf Solem      | Materialförvaltare |
| Simon Brolund   | Naprapat           |
| Åsa Lönnqvist   | Fysioterapeut      |

## Kända spelare genom åren
- Elin Ekblom Bak
- Åsa Lönnqvist
- Jane Törnqvist
- Marta
- Lisa Dahlkvist
- Christen Press
- Veronica Boquete
- Linda Sembrant
- Caroline Seger
- Jennifer Hermoso
- Johanna Rytting Kaneryd

## Kända ledare genom åren
- Ulf Lönnqvist
- Hans Backe
- Marika Domanski Lyfors
- Gunilla Paijkull
- Tony Gustavsson[10]
- Viktoria Sandell Svensson

## Säsong för säsong (Herrar)
| Säsong | Nivå | Division   | Område          | Resultat | Rörelse    |
| ------ | ---- | ---------- | --------------- | -------- | ---------- |
| 1990   | 2    | Division 1 | Norra           | 14       | Nedflyttad |
| 1991   | 3    | Division 2 | Östra Svealand  | 6        |            |
| 1992   | 3    | Division 2 | Östra Svealand  | 6        | Nedflyttad |
| 1993   | 4    | Division 3 | Östra Svealand  | 2        | Uppflyttad |
| 1994   | 3    | Division 2 | Östra Svealand  | 4        |            |
| 1995   | 3    | Division 2 | Östra Svealand  | 2        |            |
| 1996   | 3    | Division 2 | Östra Svealand  | 4        |            |
| 1997   | 3    | Division 2 | Västra Svealand | 4        |            |
| 1998   | 3    | Division 2 | Västra Svealand | 2        |            |
| 1999   | 3    | Division 2 | Östra Svealand  | 5        |            |
| 2000   | 3    | Division 2 | Östra Svealand  | 4        |            |
| 2001   | 3    | Division 2 | Östra Svealand  | 10       | Nedflyttad |
| 2002   | 4    | Division 3 | Östra Svealand  | 1        | Uppflyttad |
| 2003   | 3    | Division 2 | Östra Svealand  | 10       |            |
| 2004   | 3    | Division 2 | Östra Svealand  | 12       | Nedflyttad |
| 2005   | 4    | Division 3 | Östra Svealand  | 5        |            |
| 2006   | 5    | Division 3 | Östra Svealand  | 9        | Nedflyttad |
| 2007   | 4    | Division 2 | Östra Svealand  | 12       | Nedflyttad |
| 2008   | 5    | Division 3 | Södra Svealand  | 7        |            |
| 2009   | 5    | Division 3 | Södra Svealand  | 4        |            |
| 2010   | 5    | Division 3 | Södra Svealand  | 4        |            |
| 2011   | 5    | Division 3 | Södra Svealand  | 9        |            |
| 2012   | 5    | Division 3 | Södra Svealand  | 5        |            |
| 2013   | 5    | Division 3 | Södra Svealand  | 5        |            |
| 2014   | 5    | Division 3 | Södra Svealand  | 12       | Nedflyttad |
| 2015   | 6    | Division 4 | Stockholm Södra | 8        |            |
| 2016   | 6    | Division 4 | Stockholm Södra | 2        |            |
| 2017   | 6    | Division 4 | Stockholm Södra | 1        | Uppflyttad |
| 2018   | 5    | Division 3 | Södra Svealand  | 1        | Uppflyttad |
| 2019   | 4    | Division 2 | Södra Svealand  | 10       |            |
| 2020   | 4    | Division 2 | Södra Svealand  | 4        |            |

## Säsong för säsong (Damer)
| Säsong | Nivå | Division       | Område         | Resultat | Rörelse    |
| ------ | ---- | -------------- | -------------- | -------- | ---------- |
| 1993   | 1    | Damallsvenskan |                | 8        |            |
| 1994   | 1    | Damallsvenskan |                | 6        |            |
| 1995   | 1    | Damallsvenskan |                | 9        |            |
| 1996   | 1    | Damallsvenskan |                | 11       | Nedflyttad |
| 1997   | 2    | Division 1     | Mellersta      |          |            |
| 1998   | 2    | Division 1     | Mellersta      | 1        | Uppflyttad |
| 1999   | 1    | Damallsvenskan |                | 10       | Nedflyttad |
| 2000   | 2    | Division 1     | Norra          | 10       | Nedflyttad |
| 2001   | 3    | Division 2     | Östra Svealand | 4        |            |
| 2002   | 3    | Division 2     | Östra Svealand | 2        |            |
| 2003   | 3    | Division 2     | Östra Svealand | 2        |            |
| 2004   | 3    | Division 2     | Östra Svealand | 4        |            |
| 2005   | 3    | Division 2     | Östra Svealand | 9        | Nedflyttad |
| 2006   | 4    | Division 3     | Stockholm B    | 1        | Uppflyttad |
| 2007   | 3    | Division 2     | Östra Svealand | 1        | Uppflyttad |
| 2008   | 2    | Division 1     | Norrettan      | 6        |            |
| 2009   | 2    | Division 1     | Norrettan      | 1        | Uppflyttad |
| 2010   | 1    | Damallsvenskan |                | 4        |            |
| 2011   | 1    | Damallsvenskan |                | 4        |            |
| 2012   | 1    | Damallsvenskan |                | 1        | Vinnare    |
| 2013   | 1    | Damallsvenskan |                | 2        |            |
| 2014   | 1    | Damallsvenskan |                | -        | Nedflyttad |
| 2015   | 4    | Division 2     | Östra Svealand | 5        |            |
| 2016   | 4    | Division 2     | Östra Svealand | 1        | Uppflyttad |
| 2017   | 3    | Division 1     | Södra Svealand | 5        |            |
| 2018   | 3    | Division 1     | Södra Svealand | 3        |            |
| 2019   | 3    | Division 1     | Södra Svealand | 3        |            |
| 2020   | 3    | Division 1     | Södra Svealand | 2        |            |